# Josephine Falls
A Josephine Falls é uma queda de água em forma de cascata localizada próxima ao riacho Josephine na região do extremo norte de Queensland, Austrália.

## Localização e características
As quedas estão situadas ao pé da face sul do Monte Bartle Frere no Parque Nacional de Wooroonooran. Elas descem do Planalto de Atherton a uma altitude de 192 metros acima do nível do mar, em uma faixa de 150-300 metros perto de um local de recreação popular, a água flui sobre uma grande rocha formando um tobogã natural no riacho Josephine, um afluente do Rio Russell.
O acesso às quedas é através da selada rodovia Bruce, entre as cidades de Babinda e Innisfail. O deslizamento de rocha natural pode ser perigoso e as inundações ocasionais ocorrem sem aviso prévio, com um aumento súbito no volume de água.